# Ibn Jalal Tilimsani
Ibn Jalal Tilimsani (en arabe : ابن جلال التلمساني), est un érudit musulman, né à Tlemcen vers 1502-1503 et mort à Fès vers 1573-1574. Spécialiste des sciences religieuses et profanes, il occupa d'abord la fonction de mufti à Tlemcen avant de migrer à Fès en raison des troubles politiques régnant dans sa ville natale. Sa renommée attira l'attention des Saadiens qui sollicitèrent son expertise.
Il dispensa alors son enseignement à la mosquée des Andalous, à Al Quaraouiyine et à la Grande Mosquée de Taroudant, transmettant son savoir à de nombreux érudits de la région jusqu'à sa mort.

## Biographie
Abou Abdoullah Muhammad ben Abd al-Rahman ben Ahmad ben Abd al-Rahman ben Jalal al-Tilimsani, Ibn Maryam a mentionné dans son ouvrage sa généalogie en ces termes : « Sidi Mohammed ibn Abd al-Rahman ibn Jalal al-Wazani al-Tlemsani », plus connu sous le nom d'Ibn Jalal Tilimsani, il est né à Tlemcen en 908 de l'Hégire (1502-1503). Il y a grandi et a acquis une vaste connaissance dans les sciences religieuses et profanes. Il a étudié auprès de nombreux érudits de la ville, notamment Abi Abdullah Muhammad ibn Musa, un faqih de Tlemcen, ainsi qu’Abu Othman Saïd ibn Ahmad al-Maqqari (oncle d'Ahmad al-Maqqari).
Il a également été formé par Abu al-Abbas Ahmad ibn Ata Allah, disciple d'Ibn Ghazi al-Miknasi, et a approfondi ses connaissances en tafsir auprès d'Abi Marwan Abd al-Malik al-Burji. Ibn Jalal Tilimsani a aussi bénéficié des enseignements des disciples soufis de Mohamed ibn Youssef Sanoussi et d'Ahmed Ben Youssef al-Malliani, que son père fréquentait régulièrement, ainsi que d'autres érudits du Maghreb mentionnés dans l’ouvrage de Belkacem El Hafnaoui.
Ibn Jalal était un spécialiste des domaines tels que la théologie, le fiqh (jurisprudence islamique), la logique, le Tafsir (exégèse coranique), le hadith, et la littérature.

Ibn Jalal a d'abord exercé en tant que mufti de Tlemcen. Toutefois, l'instabilité politique, marquée par les conflits internes zianides, le mécontentement d'une grande partie des habitants face à l'arrivée des Ottomans et la pression des Saadiens de l'ouest, a conduit de nombreux érudits à quitter la ville comme Shaqroun Al-Wajdiji al-Tilimsani. Face à ce climat défavorable, il s'est exilé à Fès en  958 de l'Hégire (1551), durant le règne du sultan saadien Mohammed ech-Cheikh, qui respectait son érudition.
À Fès, Ibn Jalal a été nommé mufti, enseignant et khatib (prédicateur) à la mosquée des Andalous pendant 8 ans, puis à la mosquée Al Quaraouiyine pendant 13 ans. Il y a transmis ses connaissances dans diverses disciplines, notamment la jurisprudence, le Tafsir, la logique, la théologie et le Kalâm,.
Il a également attiré des oulémas de villes comme Marrakech, qui cherchaient à bénéficier de son savoir. Parmi ses élèves, Ahmed al-Mandjur, un érudit fassi, qui a laissé ce témoignage : « Il était un jurisconsulte monothéiste, érudit, mufti et prédicateur. Il m'a instruit en jurisprudence, théologie, hadith, littérature et d'autres domaines. Il était doté de dignité, de sérénité, d'une grande ambition et de générosité. »
Selon Abd al-Rahman al-Tamanarti qadi de Taroudant, Ibn Jalal a accompagné le sultan saadien Abdallah El-Ghalib à Souss en 970 de l'Hégire (1562). Pendant une année entière, il y a enseigné à la Grande Mosquée de Taroudant, où de nombreux juristes ont bénéficié de ses enseignements.
L'historien et qadi Abu Abdallah ibn Askar, de Chefchaouen, l'a rencontré à plusieurs reprises et l'a également mentionné dans son ouvrage regroupant les érudits musulmans du Maghreb al-Aqsa, témoignant ainsi de ses connaissances.
Ibn Jalal a continué à enseigner jusqu’à sa mort à Fès, le 8 Ramadan 981 de l'Hégire (2 janvier 1574). D'autres sources anciennes mentionnent qu'il est mort plutôt en 980 de l'Hégire (12 janvier 1573) et que sa tombe est près de celle du sultan Abdallah El-Ghalib. Le fils d'Ibn Jalal, Mohammed Al-Mourabit a suivi les traces de son père, devenant à son tour khatib à la mosquée des Andalous et à Al Quaraouiyine .
En 2004, lors de l'examen d'un ancien manuscrit au Laboratoire des manuscrits d'Oran, le chercheur algérien Mohammed Ben Amer a découvert qu'Ibn Jallal avait une fille mariée à Ahmad Al-Maqqari. Le manuscrit ne précisait pas si le mariage avait eu lieu à Fès ou à Tlemcen. Cette révélation a montré qu'Ahmad al-Maqqari avait trois épouses, et non deux comme on le croyait auparavant.